# 一不拉引
一不拉引（維吾爾語：ئىبراھىم‎，察合台文：ابراهیم‬，？—1940年1月）或译依布拉引、依不拉音，字舜臣，新疆省乌什县人，民國3年襲封烏什回部貝子品級輔國公，中华民国北洋时期政治人物。曾任中华民国第一届国会第三期常会参议院议员，及中华民国第二届国会（即“安福国会”）参议院议员。